# Joaquim de Meneses Teixeira Brasil
 Joaquim de Meneses Teixeira Brasil  (Ilha Terceira, Açores, Portugal, 11 de Setembro de 1845 — Ilha Terceira, Açores, Portugal, 31 de Dezembro de 1882) foi um jornalista português escreveu artigos e folhetins no jornal angrense "O Heroísmo", tendo colaborado com outros jornais dos Açores. 